# 만

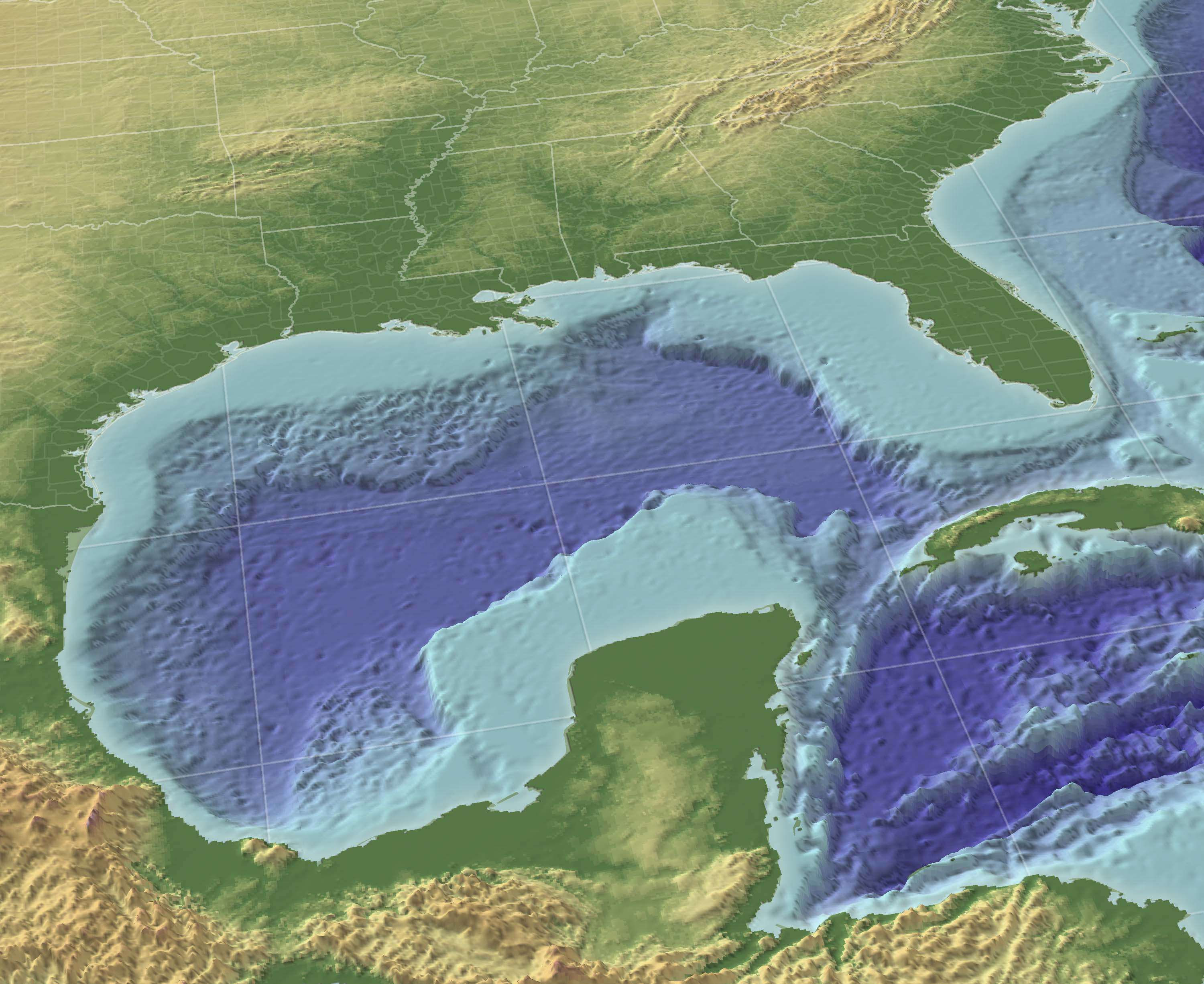
멕시코만

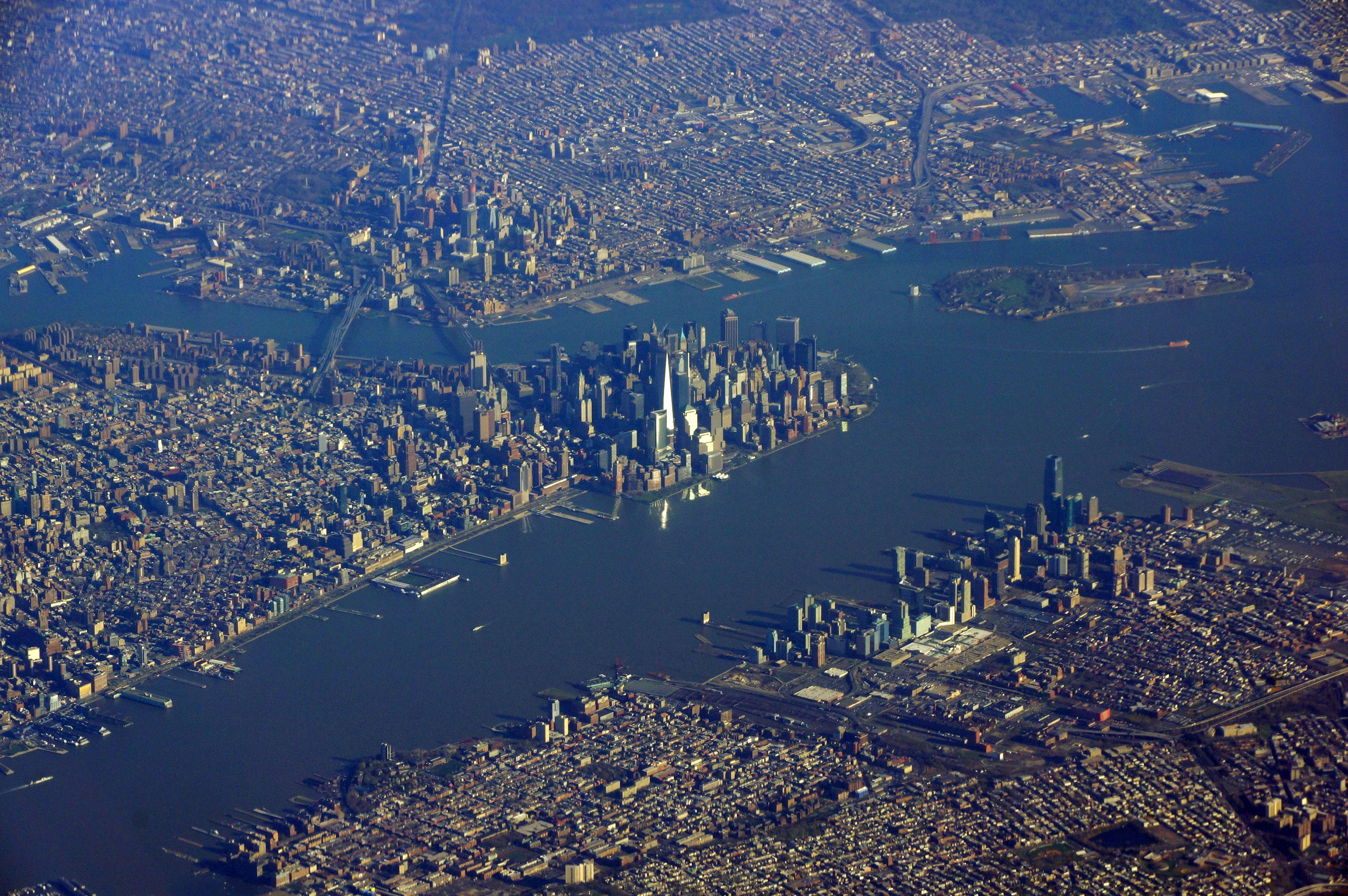
전경의 어퍼뉴욕만과 허드슨강. 뒤에 흐르는 물줄기는 이스트강이다.

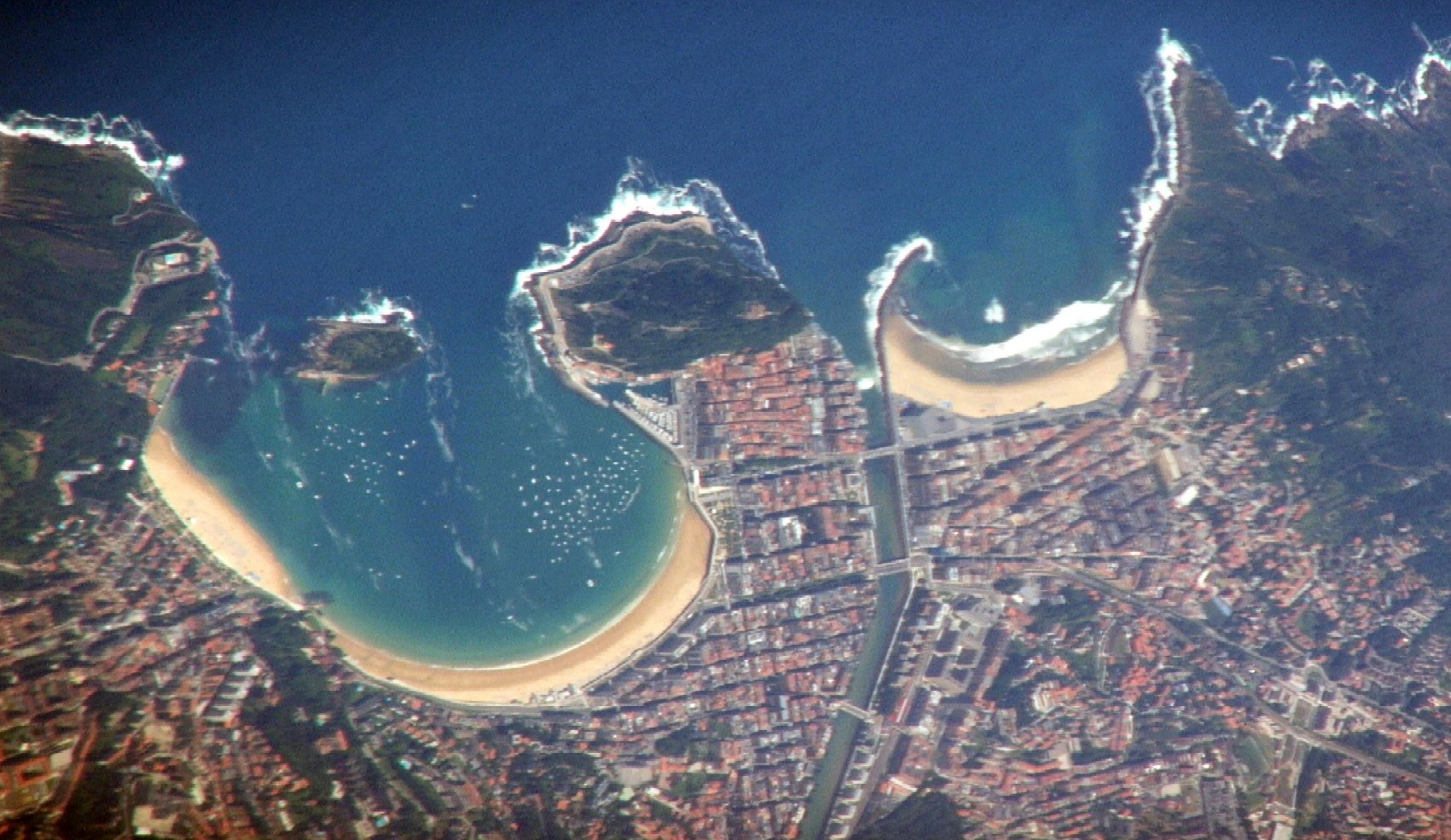
스페인 산세바스티안의 만

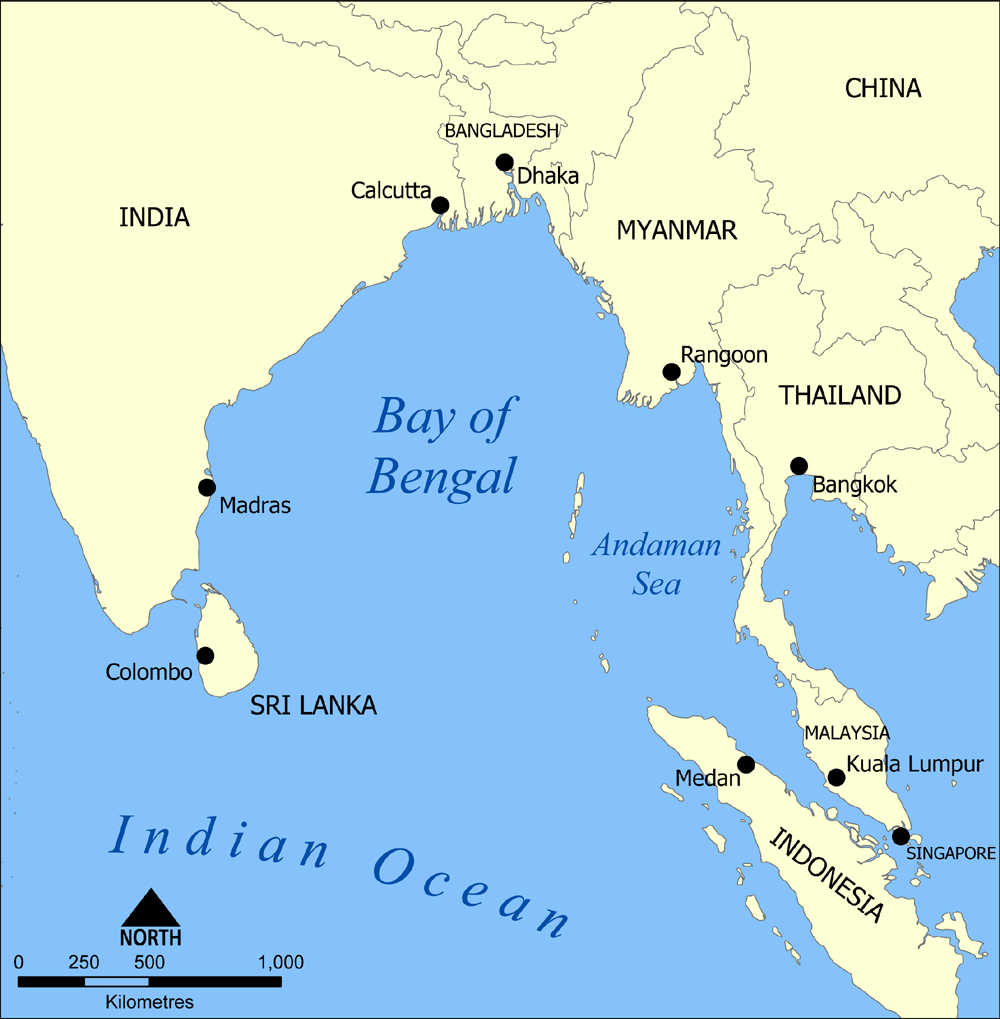
남아시아의 벵골만

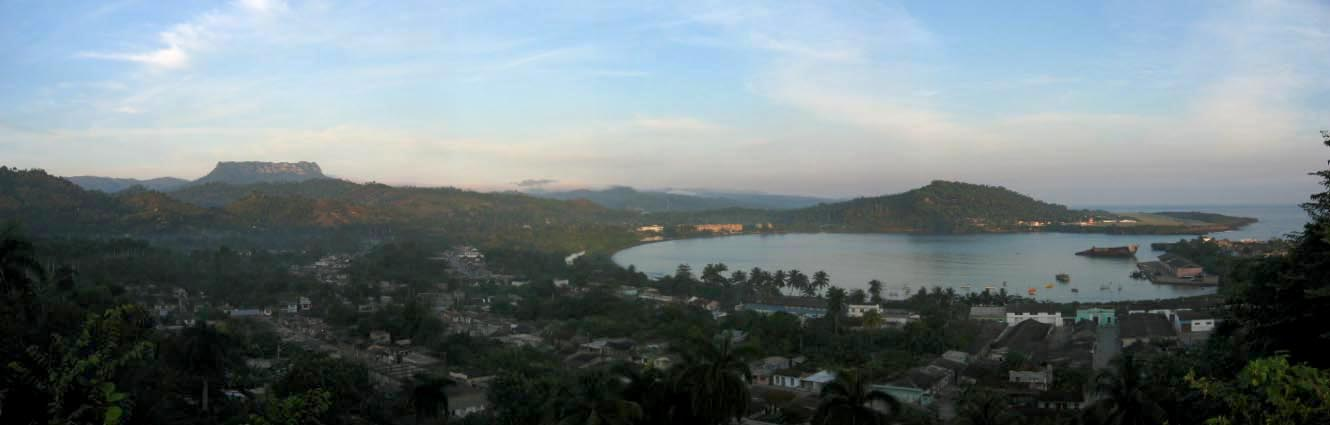
쿠바 바라코아의 만

만(灣)은 바다, 호수 등의 큰 물이 육지 쪽으로 곧장 굽어 들어온 곳을 말한다. 바다가 육지 속으로 파고들어 와 있는 곳, 즉 해안선에 의해서 둘러싸인 수역은 해만(海灣)으로도 부른다. 페르시아만, 멕시코만, 아덴만 등 만은 주요한 해상 운송 영역이다.
소만(cove)은 입구가 좁고 둥근 후미가 있는 작은 만이다. 피오르(협만)는 빙하의 작용으로 생겨난 특히 가파른 만이다.
만은 서스쿼해나강의 어귀인 체서피크만처럼 어떤 강의 어귀일 수 있다. 만은 캐나다 동부의 제임스만이 허드슨만의 일부를 이루듯이 서로 붙어있을 수도 있다. 벵갈만과 허드슨만처럼 큰 만은 다양한 해양지질적 특징을 가진다.
만을 둘러싸는 육지는 흔히 바람을 약화시키고 파도를 막는다. 만은 안전한 어업 장소이기 때문에 옛날부터 거주지로 중요한 역할을 했다. 후에는 해상 무역이 발달함에 따라, 안전하게 배를 정박할 수 있는 항구로서 또다른 중요성을 가지게 되었다.

## 형성
만은 다양한 방식으로 만들어진다. 제일 큰 만들은 판구조론적 작용을 통해 형성되었다. 판게아 초대륙이 조각나 대륙이 서로 떨어지면서 기니만, 멕시코만, 벵골만 등의 세계에서 제일 큰 만들이 생겨났다.
만은 강과 빙하가 해안을 침식하여 생겨나기도 한다. 빙하가 형성한 만은 피오르라고 부른다. 리아스식 해안은 강에 의해 형성되며 경사가 좀 더 완만한 것이 특징이다. 부드러운 바위는 빠르게 침식되어 만을 형성하는 반면, 단단한 바위는 천천히 침식되어 곶을 남긴다.

## 주요 만

### 한국
- 경기만
- 동한만
- 서조선만
- 한국만
- 라진만
- 웅기만
- 영흥만

### 아메리카
- 진주만
- 메인만
- 멕시코만
- 베네수엘라만
- 브리스틀만
- 산호르헤만
- 세인트로렌스만
- 알래스카만
- 웅가바만
- 제임스만
- 체서피크만
- 캄페체만
- 칼리포르니아만 (코르테스해)
- 파나마만
- 펀디만
- 스펜서만
- 허드슨만
- 관타나모만

### 아시아
- 라이저우만 (내주만)
- 랴오둥만 (요동만)
- 벵골만
- 보하이만 (발해만)
- 아덴만
- 아카바만
- 오만만
- 타이만
- 통킹만
- 페르시아만

### 아프리카
- 기니만
- 수에즈만
- 수르트만

### 유럽
- 리가만
- 리옹만
- 베네치아만
- 보트니아만
- 비스케이만
- 코린토스만
- 타란토만
- 핀란드만
- 셸리호바만
- 아나디리만
- 나폴리만
- 아일랜즈만
- 비스케이만

### 오세아니아
- 카펀테리아만
- 오카후만

## 역사적 만
유엔의 국제법위원회가 만든 해양법초안(海洋法草案：1956년, 제8회기 채택)은 만이란 '만의 입구에 그어진 선을 직경으로 하는 반원의 구역 이상의 크기'가 있는 경우에 한한다고 되어 있다. 그러나 이 원칙에 해당되지 아니하여도 오랜 동안 역사적으로 만(灣)으로서 인정되어 온 것은 이것을 '역사적 만(歷史的灣)'이라 하여 예외를 인정한다는 것이다. 만의 입구가 100마일, 그 속까지의 길이가 입구에 그어진 선의 반 이하라고 하는 표트르 대제만을 소련이 내해라고 주장하는 것은 이러한 역사적 사실에 근거를 두고 있다.

## 참고 문서
- 피오르(협만)